# Бровер Ізраїль Мойсейович
Ізраїль Мойсейович Бровер (1903 — не раніше 1986) — історик України, економіст, професор.

## Біографія
Народився 3 листопада 1903 року у родині прикажчика крамниці в Балті, де у 1920 році закінчив гімназію. Протягом двох років працював службовцем у різних установах.
У 1925 році закінчив історичне відділення факультету професійної освіти Одеського інституту народної освіти, захистивши дипломну роботу «Педагогічна освіта та наші педагогічні шукання». До 1927 року працював на кафедрі історії України інституту.
Вступив до семінару підвищеного типу під керівництвом М. Слабченка, де виступав з доповідями: «Критика народовства», «Історія Жовтневої революції», «Повстання Уотта Тайлера», «З історії австрійської школи в Україні». У зв'язку з важким матеріальним становищем змушений був одночасно працювати касиром в одеському відділенні сільськогосподарського банку. У 1927—1929 роках був аспірантом Одеської секції Харківської науково-дослідної кафедри історії української культури при Одеському інституті народної освіти. Перші наукові праці опублікував у збірнику Одеської комісії краєзнавства при Всеукраїнській академії наук, в якому він був секретарем соціально-історичної секції (голова Є. Загоровський).
Наприкінці 1920-х розпочав педагогічну діяльність. На семінарі з історії України (керівник М. Слабченко) організованого губернским відділом народної освіти для учителів середніх шкіл вів практичні заняття.
В 1929—1935 роках викладав політичну економію в Одеському інституті технології зерна і муки.
З 1935 року працював у Московському механіко-машинобудівному інституті, обіймаючи посаду професора. У 1938—1948 роках був співробіником Інституту економіки Академії Наук СРСР. Одночасно з 1943 року завідував кафедрою політекономії Московського державного педагогічного інституту імені В. І. Леніна.
У 1940 році захистив дисертацію на здобуття наукового ступеня доктора економічних наук, а у 1943 році присвоєно вчене звання професора.
В 1949—1959 роках завідував кафедрою історії народного господарства Казахського державного університету.
Протягом 1959–1986 років викладав у Волгоградському державному педагогічному інституті, був завідувачем кафедри політичної економії.

## Наукова діяльність
Вивчав історію економічної думки в Україні, джерела й літературу по історії України київського й литовського періодів у напрямках: сільське господарство і селянство, боярство — шляхетство, міста та їхнє населення, політичний устрій Київської і Литовської держав, готував до публікації об'ємну статтю про Т. Рильського. Промоційною темою дослідницької діяльності він обрав «На переломі до промислового капіталізму на Україні».
Основним доробком історика стала праця «Україна на переломі до промислового капіталізму (соціально-економічні нариси і матеріали)» у двох томах, що з'явилась на початку 1930-х. років, в якій на основі дослідження чисельних архівних джерел зробив спробу показати на широкому історичному фоні розклад феодально-кріпосницького господарства і зародження капіталістичних відносин в Україні у першій половині ХІХ ст. Ця праця, незважаючи на ряд принципових хиб, відмічених радянськими істориками, залишила певний слід у розробці названої теми. Проблемами його досліджень була і історія економіки. Опублікував понад ста наукових і науково-методичних робіт, в тому числі сім монографій та ряд навчальних посібників.
Підготував 19 кандидатів та 5 докторів наук.

#### Праці
- З історії «австрійської школи» на Україні // Записки Одеського наукового при Української Академії наук товариства. Секція соціально-історична. — 1927. — Ч. 1; Економічні погляди Т. Рильського // Записки Одеського наукового при Української Академії наук товариства. Секція соціально-історична. — 1928. — Ч. 3;
- Україна на переломі до промислового капіталізму: Соціально-економічні нариси й матеріали. Т. 1. — Одеса, 1929;
- Очерки развития тяжелой промышленности СССР. — Алма-Ата, 1954;
- Экономические взгляды Г. В. Плеханова. — М., 1960.